# بونتی (داکوتای شمالی)
بونتی (به انگلیسی: Bounty) یک منطقهٔ مسکونی در ایالات متحده آمریکا است که در Divide County واقع شده‌است. بونتی ۵۸۸٫۸۸ متر بالاتر از سطح دریا واقع شده‌است.